# Idioma u
El u o p'uman es una lengua paláunguica hablada por unas 40 mil persons en la provincia china de Yunnan y posiblemente por algunas personas en Birmania. En Yunnan se habla sobre todo en el condado de Shuangjiang (Lincang) y los condados adyacentes de Yunnan.

## Fonología
El u tiene cuatro tonos, alto, bajo, ascendente, descendente que son desarrollos asociados a la naturaleza de las codas y la presencia de cantidad vocálica en estadios anteriores.